# Elatostema attenuatoides
Elatostema attenuatoides är en nässelväxtart som beskrevs av Wen Tsai Wang. Elatostema attenuatoides ingår i släktet Elatostema och familjen nässelväxter. Inga underarter finns listade i Catalogue of Life.